# 斯圖亞特·霍爾
斯圖亞特·麥克菲爾·霍爾（英語：Stuart McPhail Hall，1932年2月3日—2014年2月10日），生於英屬牙買加金斯敦，英國文化理論家與社會學家，與理查德·霍加特及雷蒙·威廉斯為当代文化研究中心的建立者之一。1995年到1997年間擔任英國社會學協會（British Sociological Association）會長。
1950年代成立《新左派評論》，1964年加入伯明罕大學的現代文化研究中心，1968年接任霍加特為中心的主任，1979年卸任。在任期間擴大文化研究領域至種族和性別，并整合了許多來自法國學者的理論。
1979年離開伯明罕大學后前往開放大學任教授。1997年退休后成為榮譽教授。英國《觀察家報》稱其為“國內主要文化理論家之一”。他的妻子是凱瑟琳·霍爾。

## 生平
斯圖亞特·霍爾生於牙買加的印地安家庭，家中有著印地安、非洲與英國血統。中學就讀牙買加學院（Jamaica College）。
1951年，取得羅德獎學金，至牛津大學墨頓學院留學。
1958年，擔任《新左派評論》（New Left Review）編輯。
1964年，至伯明翰大学任教。

## 閱聽人三位置說
主導－霸權的位置（優勢）：完全接受代表社會主流的專家加置於節目的符碼（the professional code）。
協商的位置（協商解讀）：專家符號的例外之處。
反對的位置（對立解讀）：消費者了解專家的符碼，並且看出符碼中的破綻。

## 構連理論
兩面意義：
理解在特定條件下，意識形態組成元素如何團聚在同一論述中。
在特定的情況裡，這些元素如何和政治主體聯結。
而霍爾之所以提出連構理論的主要目的為反駁馬克思「統治階級」的觀念，霍爾認為「意識形態」不完全是屬於特定階級，而是要去反思意識形態從幾何時開始與特定的階級相互鏈結，為何我們會覺得這是理所當然。